# Мужская сборная Парагвая по хоккею на траве
Мужская сборная Парагвая по хоккею на траве — мужская сборная по хоккею на траве, представляющая Парагвай на международной арене. Управляющим органом сборной выступает Ассоциация хоккея на траве Парагвая (исп. Asociacion Amateur Paraguaya de Hockey).
Сборная занимает (по состоянию на 6 июля 2015) 60-е место в рейтинге Международной федерации хоккея на траве (FIH).

## Результаты выступлений

### Мировая лига
- 2012/13 — 31-е место (выбыли во 2-м раунде)
- 2014/15 — ?? место (выбыли в 1-м раунде)

### Панамериканские игры
- 1967—1991 — не участвовали
- 1995 — 7-е место
- 1995—2015 — не участвовали

### Pan American Challenge
- 2011 — [5]

### Чемпионат Южной Америки
- 2003 — 6-е место
- 2006 — не участвовали
- 2008 — 7-е место
- 2010 — 6-е место
- 2013 — 6-е место
- 2014 — не участвовали